# Micheline Lannoy
Pour les articles homonymes, voir Lannoy (homonymie).
Micheline Lannoy est une patineuse artistique belge née le 31 janvier 1925 à Bruxelles, en Belgique et morte le 18 mars 2023. Son partenaire est Pierre Baugniet.
Avec Pierre Baugniet, elle est championne olympique aux Jeux olympiques de 1948, double championne du monde et championne d'Europe.

## Biographie
Née à Bruxelles le 31 janvier 1925, elle est la fille de Simone de Ridder, une entraîneuse de patinage artistique, et de Louis de Ridder, qui participe aux Jeux olympiques d’hiver de 1924 à 1936, en hockey sur glace, patinage de vitesse et bobsleigh.  Micheline Lannoy et Pierre Baugniet remportent la médaille d’or en patinage artistique à l’occasion de leur seule participation olympique : ils mettent fin à leur carrière à l’issue de ces Jeux. En 1953, elle épouse un patineur artistique écossais, Jim Macaulay. Avec leurs deux enfants, le couple part s’installer à Kingston (Ontario) et deviennent entraîneurs réputés.
Elle meurt le 18 mars 2023

## Palmarès
| Compétition                                                                | 1944 | 1945 | 1946 | 1947 | 1948 |
| Jeux olympiques d'hiver                                                    | JA   |      |      |      | 1re  |
| Championnats du monde                                                      | CA   | CA   | CA   | 1re  | 1re  |
| Championnats d'Europe                                                      | CA   | CA   | CA   | 1re  |      |
| Championnats de Belgique                                                   | 1re  | 1re  | 1re  | 1re  |      |
| Légende : JA = Jeux olympiques d'hiver annulés ; CA = Championnats annulés |      |      |      |      |      |

## Distinctions
- Trophée national du Mérite sportif avec son partenaire Pierre Baugniet (1947)[3]